# Trachelipus svenhedini
Trachelipus svenhedini är en kräftdjursart som först beskrevs av Karl Wilhelm Verhoeff 1941A.  Trachelipus svenhedini ingår i släktet Trachelipus och familjen Trachelipodidae. Inga underarter finns listade i Catalogue of Life.